# Mont-Roc
 Mont-Roc  là một xã trong tỉnh Tarn thuộc vùng Occitanie ở miền nam nước Pháp. Xã này nằm ở khu vực có độ cao trung bình 560 mét trên mực nước biển.
Thị trấn có con sông Dadou.